# Habenaria subandina
Habenaria subandina är en orkidéart som beskrevs av Rudolf Schlechter. Habenaria subandina ingår i släktet Habenaria och familjen orkidéer.
Artens utbredningsområde är Bolivia. Inga underarter finns listade i Catalogue of Life.